# 科索沃死刑制度
現時科索沃已經廢除死刑制度，於2008年科索沃獨立時已經正式廢除。